# Andrew Newell
Andrew Kelley Newell, detto Andy (Bennington, 30 novembre 1983), è un fondista statunitense.

## Biografia

### Stagioni 2001-2005
Specialista delle gare sprint, Andrew Newell ha debuttato in campo internazionale ad alto livello ai Mondiali juniores del 2001, a Karpacz/Szklarska Poręba, dove nelle qualificazioni dello sprint a tecnica libera ha chiuso con il secondo tempo assoluto, accedendo alla finale (6º). L'anno successivo ai Mondiali juniores di Schonach im Schwarzwald, sempre nello sprint tecnica libera ha ripetuto il secondo posto nelle qualificazioni ma ha peggiorato il risultato finale, perché ha chiude la gara in 8ª posizione. Ai Mondiali juniores del 2003, a Sollefteå, ha ripetuto quasi alla pari ciò che aveva compiuto negli anni precedenti: sempre nella gara sprint, ha concluso 2° nelle qualificazioni e 7° in finale.
In Coppa del Mondo ha esordito il 18 febbraio 2004 nello sprint a tecnica classica di Stoccolma (43°); nella sua seconda gara in Coppa, lo sprint a tecnica libera di Trondheim del 24 febbraio, è entrato per la prima volta nei prima trenta classificati, prendendo i primi punti in carriera. Il 12 marzo seguente ha chiuso per la prima volta una gara - lo sprint a tecnica libera di Pragelato - tra i primi quindici (15°). Nella successiva Coppa del Mondo 2004-2005 Newell ha gareggiato solamente nella seconda parte della stagione ha ottenuto come miglior risultato individuale il 32º posto nello sprint a tecnica classica di Drammen del 9 marzo 2005.

### Stagioni 2006-2009
Nella stagione 2005-2006 ha ottenuto i suoi primi piazzamenti tra i primi dieci (9º a Canmore, 4º a Oberstdorf, 8º a Drammen) e il primo podio in carriera, a Changchun il 15 marzo 2006, nello sprint a tecnica libera. Ai XX Giochi olimpici invernali di Torino 2006, sua prima partecipazione olimpica, è stato 16° nello sprint e 13° nello sprint a squadre. Nella stagione 2006-2007 ha concluso due gare nelle prime dieci posizioni, con il 4º posto di Otepää come miglior risultato. Nella seconda parte di stagione ha partecipato ai Mondiali di Sapporo, sua terza presenza iridata: il 22 febbraio ha chiuso lo sprint individuale vinta dal norvegese Jens Arne Svartedal al 5º posto e il giorno seguente, in coppia con Torin Koos, ha terminato lontano dalle prime posizioni (13°) lo sprint a squadre.
Nella stagione 2007-2008, dopo il 4º posto nello sprint di Kuusamo in tecnica classica, a Lahti è stato secondo solo al norvegese Anders Gløersen, mentre l'anno successivo a fine dicembre, a Düsseldorf, ha chiuso in 4ª posizione lo sprint a squadre in coppia con Koos. A Whistler e a Rybinsk ha raggiunto altre tre volte posizioni tra i primi dieci. Ai Mondiali di Liberec sia nello sprint sia nello sprint a squadre è stato 12°.

### Stagioni 2010-2019
La stagione 2009-2010 era stagione olimpica, con i XXI Giochi olimpici invernali di Vancouver 2010 in programma a febbraio. Prima delle Olimpiadi Newell ha ottenuto quattro piazzamenti tra i primi sette, ma a Vancouver nello sprint a tecnica classica non è riuscito a qualificarsi per la finale, chiudendo in 45ª posizione. Il 22 febbraio ha disputato lo sprint a squadre al fianco del solito Koos, con il quale si è aggiudicato il 9º posto. Infine ha partecipato alla staffetta 4x10 con la sua nazionale, che ha tagliato il traguardo in 13ª posizione. Dopo i Giochi di Vancouver è riuscito a disputare una delle sue migliori prestazioni in Coppa, a Drammen, dove in tecnica classica è arrivato 3º; ha concluso la stagione al 4º posto nella classifica della Coppa del Mondo di sprint.
All'inizio della stagione 2010-2011 è riuscito a occupare la sesta piazza nello sprint a tecnica classica del Nordic Opening di Kuusamo; nel prosieguo della stagione ha ottenuto alcuni piazzamenti tra i primi quindici. Ha partecipato ai Mondiali di Oslo (10º nello sprint e nello sprint a squadre i migliori piazzamenti).
Ai Mondiali della Val di Fiemme del 2013 ha ottenuto come miglior risultato il 10º posto nella staffetta, mentre l'anno seguente, ai XXII Giochi olimpici invernali di Soči 2014 si è classificato 18° nello sprint e 11° nella staffetta. L'anno dopo ai Mondiali di Falun 2015 si è classificato 17º nello sprint e 7º nello sprint a squadre, mentre a quelli di Lahti 2017 è stato 50º nella 15 km e 21° nella sprint. Ai XXIII Giochi olimpici invernali di Pyeongchang 2018 si è classificato 37º nella sprint e 14° nella staffetta; nella stagione successiva ai Mondiali di Seefeld in Tirol è stato 40º nella sprint.

## Palmarès

### Coppa del Mondo
- Miglior piazzamento in classifica generale: 19º nel 2010
- 3 podi (individuali):
  - 1 secondo posto
  - 2 terzi posti